# Innocent Emeghara
Innocent Nkasiobi Emeghara (Lagos, 27 mei 1989) is een Zwitsers-Nigeriaans voormalig voetballer die doorgaans speelde als aanvaller. Tussen 2006 en 2021 was hij actief voor FC Zürich II, FC Winterthur, Grasshoppers, FC Lorient, Siena, Livorno, FK Qarabağ, San Jose Earthquakes, Ermis Aradippou, opnieuw FK Qarabağ, Fatih Karagümrük en opnieuw FC Winterthur. Emeghara maakte in 2011 zijn debuut in het Zwitsers voetbalelftal en kwam uiteindelijk tot negen interlandoptredens.

## Clubcarrière
Emeghara werd geboren in Nigeria, maar groeide op in Zwitserland en speelde in de jeugdopleiding van FC Winterthur. In 2006 vertrok hij naar FC Zürich, waar hij in het tweede elftal ging spelen. Na drie jaar daar keerde hij terug naar Winterthur. Daar scoorde de aanvaller zeventien keer en Grasshoppers Zürich raakte dusdanig geïnteresseerd dat ze hem overnamen. Emeghara vertrok daarop direct naar FC Lorient, waar hij vijf maal tot scoren kwam in anderhalf jaar. In januari 2013 werd de aanvaller verhuurd aan Siena, dat hem in de zomer overnam. Eind augustus werd hij zonder ook maar één duel gespeeld te hebben opnieuw verhuurd. Livorno werd de nieuwe werkgever van de Nigeriaanse Zwitser. In de zomer van 2014 verliet Emeghara Siena waarna hij later tekende bij FK Qarabağ. Drie maanden later verkaste hij naar San Jose Earthquakes. Emeghara verliet de Earthquakes in januari 2017 en een halfjaar later tekende hij voor Ermis Aradippou. Medio 2018 verkaste de Zwitser naar FK Qarabağ, waar hij na drieënhalf jaar terugkeerde. Na één seizoen in Azerbeidzjan werd Fatih Karagümrük de nieuwe werkgever van Emeghara. Een jaar later kerde hij terug naar FC Winterthur. In de zomer van 2021 besloot Emeghara op tweeëndertigjarige leeftijd een punt te zetten achter zijn actieve loopbaan.

## Interlandcarrière
Emeghara maakte zijn debuut in het Zwitsers voetbalelftal op 4 juni 2011, toen met 2–2 gelijkgespeeld werd tegen Engeland. Van bondscoach Ottmar Hitzfeld mocht de aanvaller een paar minuten voor tijd invallen voor Tranquillo Barnetta. Zijn eerste basisplaats volgde op 10 augustus van dat jaar. Die dag werd er met 1–2 gewonnen van Liechtenstein en Emeghara speelde als linksbuiten tot zijn wissel voor middenvelder Moreno Costanzo een half uur voor het einde van de wedstrijd.
Emeghara nam met het Zwitsers olympisch voetbalelftal onder leiding van bondscoach Pierluigi Tami deel aan de Olympische Spelen van 2012 in Londen. Daar werd de ploeg in de voorronde uitgeschakeld na een gelijkspel tegen Gabon (1–1) en nederlagen tegen Zuid-Korea (1–2) en Mexico (0–1).
| Interlands van Innocent Emeghara voor Zwitserland | Interlands van Innocent Emeghara voor Zwitserland | Interlands van Innocent Emeghara voor Zwitserland | Interlands van Innocent Emeghara voor Zwitserland | Interlands van Innocent Emeghara voor Zwitserland | Interlands van Innocent Emeghara voor Zwitserland | Interlands van Innocent Emeghara voor Zwitserland |
| №                                                 | Datum                                             | Wedstrijd                                         | Uitslag                                           | Competitie                                        | Goals                                             |                                                   |
| Als speler bij Grasshoppers                       | Als speler bij Grasshoppers                       | Als speler bij Grasshoppers                       | Als speler bij Grasshoppers                       | Als speler bij Grasshoppers                       | Als speler bij Grasshoppers                       | Als speler bij Grasshoppers                       |
| ------------------------------------------------- | ------------------------------------------------- | ------------------------------------------------- | ------------------------------------------------- | ------------------------------------------------- | ------------------------------------------------- | ------------------------------------------------- |
| 1                                                 | 4 juni 2011                                       | Engeland – Zwitserland                            | 2 – 2                                             | EK 2012 kwalificatie                              |                                                   |                                                   |
| 2                                                 | 10 augustus 2011                                  | Liechtenstein – Zwitserland                       | 1 – 2                                             | Vriendschappelijk                                 |                                                   |                                                   |
| Als speler bij FC Lorient                         |                                                   |                                                   |                                                   |                                                   |                                                   |                                                   |
| 3                                                 | 6 september 2011                                  | Zwitserland – Bulgarije                           | 3 – 1                                             | EK 2012 kwalificatie                              |                                                   |                                                   |
| 4                                                 | 7 oktober 2011                                    | Wales – Zwitserland                               | 2 – 0                                             | EK 2012 kwalificatie                              |                                                   |                                                   |
| 5                                                 | 11 oktober 2011                                   | Zwitserland – Montenegro                          | 2 – 0                                             | EK 2012 kwalificatie                              |                                                   |                                                   |
| 6                                                 | 29 februari 2012                                  | Zwitserland – Argentinië                          | 1 – 3                                             | Vriendschappelijk                                 |                                                   |                                                   |
| 7                                                 | 30 juni 2012                                      | Zwitserland – Roemenië                            | 0 – 1                                             | Vriendschappelijk                                 |                                                   |                                                   |
| 8                                                 | 15 augustus 2012                                  | Kroatië – Zwitserland                             | 2 – 4                                             | Vriendschappelijk                                 |                                                   |                                                   |
| Als speler bij Siena                              |                                                   |                                                   |                                                   |                                                   |                                                   |                                                   |
| 9                                                 | 23 maart 2013                                     | Cyprus – Zwitserland                              | 0 – 0                                             | WK 2014 kwalificatie                              |                                                   |                                                   |